# 天然存在比
天然存在比（てんねんそんざいひ、英: Natural abundance）または同位体比（どういたいひ）はある元素について、同位体の種類ごとに自然界に存在する割合である。通常、周期表では元素の重量について、同位体を含んだ加重平均の値が記されている。天然存在比は場所ごと、惑星ごとに違うが、短い期間の中では比較的一定である。
例として、ウランにはウラン238、ウラン235、ウラン234の3つの同位体が主に天然に存在する。それぞれの天然存在比は、99.2739–99.2752%、0.7198–0.7202%、 0.0050–0.0059%である。もし100,000個のウラン原子を分析した場合、約99,274個のウラン238原子と、約720個のウラン235原子と、とても少数の（おそらく5個か6個の）ウラン234原子が見つかることが期待される。ウラン238が他の同位体に比べて圧倒的に多い理由は、各同位体の半減期が示すように、ウラン238がウラン235やウラン234よりもずっと安定しているからである。各同位体の半減期は、ウラン238が4.468 × 109年であるのに対して、ウラン235が7.038 × 108年でウラン234が245,500年である。
半減期はウランの同位体ごとに違うため、太古にはウランの天然存在比が今と異なっていた。例えば、今はウラン235の天然存在比は0.7%だが、1.7×109年前には3.1%だった。そのため、今ではありえない天然原子炉が存在していた。
しかし、天然存在比は核種合成や親核種の量にも影響される。サマリウムの例では、放射性同位体のサマリウム147やサマリウム148は安定同位体のサマリウム144よりはるかに天然存在比が高い。

## 主な元素の天然存在比
次の表は主な元素の陸上の天然存在比を表している。リンやフッ素などのいくつかの元素は天然に単一の同位体しか存在しておらず、その同位体の天然存在比は100%である。
| 同位体 | 天然存在比（%） | 原子量    |
| ------ | --------------- | --------- |
| 1H     | 99.985          | 1.007825  |
| 2H     | 0.015           | 2.0140    |
| 12C    | 98.89           | 12 (基準) |
| 13C    | 1.11            | 13.00335  |
| 14N    | 99.64           | 14.00307  |
| 15N    | 0.36            | 15.00011  |
| 16O    | 99.76           | 15.99491  |
| 17O    | 0.04            | 16.99913  |
| 18O    | 0.2             | 17.99916  |
| 28Si   | 92.23           | 27.97693  |
| 29Si   | 4.67            | 28.97649  |
| 30Si   | 3.10            | 29.97376  |
| 32S    | 95.0            | 31.97207  |
| 33S    | 0.76            | 32.97146  |
| 34S    | 4.22            | 33.96786  |
| 35Cl   | 75.77           | 34.96885  |
| 37Cl   | 24.23           | 36.96590  |
| 79Br   | 50.69           | 78.9183   |
| 81Br   | 49.31           | 80.9163   |